# Уолтер Фиц-Гилберт
Сэр Уолтер Фиц-Гилберт из Кадзоу (ум. ок. 1346) — шотландский дворянин, 1-й лэрд из замка Кадзоу (ок. 1315/1320 — ок. 1345).

## Биография
Сын Гилберта Фиц-Уильяма из Хамелдона и неизвестной женщины, возможно, Изабель Рэндольф. Он является первым исторически подтвержденным прародителем дома Гамильтонов, куда входят герцоги Гамильтон, герцоги Аберкорн и графы Хаддингтон.
Уолтер Фиц-Гилберт или его предки, по-видимому, ведут своё происхождение от английских переселенцев в Клайдсайд в юго-западной Шотландии, поскольку есть несколько мест с названием Гамельтун, Гамбледоун и т. д.
Впервые Уолтер Фиц-Гилберт упоминается в 1294 году, когда он был свидетелем грамоты Джеймса Стюарта, 5-го лорда-стюарда Шотландии, который предоставлял землю монахам аббатства Пэйсли, а также позднее в этом же году в новой грамоте о предоставлении земельных угодий тому же аббатству. Другими подписавшими сторонами были мелкие землевладельцы из Ренфрушира.
В 1296 году Уолтер Фиц-Гилберт в замке Берик вместе с большинством шотландской знати принес присягу на верность королю Англии Эдуарду I Плантагенету. В документе он упоминается как «Уолтер Фиц-Гилберт де Хамелдон».
Во время восстания в Шотландии под руководством сэра Уильяма Уоллеса и Роберта Брюса, графа Каррика, барон Уолтер Фиц-Гилберт сохранил верность королю Англии Эдуарду I и владел землями в Файфе, полученными от Эдуарда I. В 1314 году он служил констеблем в замке Ботвелл в Южном Ланаркшире. После поражения английской армии под командованием короля Эдуарда II в битве при Бэннокберне в 1314 году в замке Ботвелл нашли убежище многие бежавшие английские дворяне, в том числе Гилберт де Клер, граф Хартфорд. Шотландский отряд под командованием графа Эдуарда Брюса, брата Роберта Брюса, прибыл под замок Ботвелл и потребовал его капитуляции. Констебль Уолтер Фиц-Гилберт выполнил требование и сдал шотландцам свой замок.
После победы в Шотландии сторонников Роберта Брюса, графа Каррика, Уолтер Фиц-Гилберт получил во владение земли в Далсерфе, которые ранее принадлежали роду Комин, и позднее был награждён баронским титулом и замком Кадзоу на берегу р. Клайд. В 1321 году он занимал должность юстициария в Ланарке, а в следующем году был пожалован в рыцари. В 1323 году Уолтер Фиц-Гилберт получил во владение земли в Западном Лотиане и Уигтауншире.
В 1333 году Уолтер Фиц-Гилберт сражался в отряде под командованием лорда-стюарда Шотландии Роберта Стюарта в битве при Халлидон-Хилле, где англичане разгромили шотландское войско.
Уолтер Фиц-Гилберт скончался до 1346 года, когда его сын Дэвид как лэрд из Кадзоу уже сражался в рядах шотландской армии с англичанами в битве при Невиллс-Кроссе.

## Семья и дети
Уолтер Фиц-Гилберт был женат на Мэри Гордон, дочери сэра Адама Гордона (умер около 1328), предка графов Хантли. Их дети:
- сэр Дэвид Фиц-Уолтер из Кадзоу, предок герцогов Гамильтон и герцогов Аберкорн
- сэр Джон Фиц-Уолтер, предок графов Хаддингтон и ветви Гамильтон из Иннервика.